# Gata (canción)
«Gata» es una canción de la cantante brasileña Anitta, en colaboración del puertorriqueño Chencho Corleone, de su quinto álbum de estudio Versions of Me (2022). Un videoclip dirigido por Giovanni Bianco fue lanzado el 5 de agosto de 2022 para promocionar el lanzamiento de la edición de lujo del álbum.

## Lanzamiento y composición
Antes del lanzamiento del quinto álbum de estudio de Anitta Versions of Me, Anitta había publicado un adelanto de «Gata» a través de TikTok. De esta manera, confirmó la participación de Chencho Corleone en la canción. La canción fue lanzada a través de Warner Records el 12 de abril de 2022 como la segunda pista del quinto álbum de estudio de Anitta Versions of Me. Fue compuesta por Anitta, ambos integrates de Plan B, Abby Keen, Gale, John Taylor, Lloyd Willis, Marty Maro, Pliers y Sly Dunbar y producida por Ryan Tedder. Es una canción de reguetón clásico que contiene samples de «Guatauba» de Plan B.

## Videoclip
El 30 de julio de 2022, Anitta anunció que tenía tres videos musicales listos para promocionar la edición de lujo de Versions of Me. El 3 de agosto, confirmó que uno de los videos se lanzaría en dos días, y al día siguiente publicó un avance en Instagram. El 5 de agosto, se lanzó el primer videoclip, el de «Gata». Fue dirigido por Giovanni Bianco. El videoclip tiene un ambiente sensual y oscuro y muestra dos versiones de Anitta: una atrapada en una jaula y otra interpretando una heroína, similar a Gatúbela. Además, en el video aparece la nueva fragancia íntima de Anitta en colaboración con CIMED, «Puzzy by Anitta». Anitta menciona que Corleone no pudo participar en el videoclip «por causa de burocracias».

## Posicionamiento en listas
| Listas (2022)                       | Mejor posición |
| ----------------------------------- | -------------- |
| Honduras (Monitor Latino Pop)       | 7              |
| Nicaragua (Monitor Latino Pop)      | 10             |
| Portugal (AFP)                      | 84             |
| Surinam (Nationale Top 40 Suriname) | 28             |